# Flavio Bottiroli
Flavio Bottiroli (Porretta Terme, 13 giugno 1977) è un allenatore di pallacanestro ed ex cestista italiano con cittadinanza sammarinese.

## Palmarès
- Campionato italiano: 1

Virtus Bologna: 1994-95